# Club Social y Deportivo Municipal
O Club Social y Deportivo Municipal, também conhecido como Municipal, é um clube de futebol guatemalteco, com sede na Cidade da Guatemala. Foi fundado em 1936.
Com 30 títulos no total, está empatado em número de conquistas nacionais com o seu maior rival, o Comunicaciones. O clube é dono da maior regularidade no Campeonato Nacional, sempre ficando nas primeiras posições do campeonato, além de nunca ter sido rebaixado para a segunda divisão. Foi reconhecido, em 2010, como a quarta maior equipe da CONCACAF no século XX pela pela IFFHS.
Pelo Municipal, já passaram grandes craques do futebol guatemalteco, como os atacantes Carlos Toledo, que jogou entre 1938 e 1955, Julio Cesar Anderson (1969-1984), Julio Rodas (1988-1994) e Carlos Ruiz (1999-2002), o zagueiro Alberto López Oliva (1963-1978), Selvin Ponciano (1994-2009) e o maior artilheiro da história do clube, Juan Carlos Plata (1989-2010), entre outros. Entre os ídolos recentes dos Diablos Rojos, estão o goleiro panamenho Jaime Penedo, com passagem pelo Osasuna, e os meio-campistas Marco Pappa e Guillermo Ramírez.
O clube joga no Estádio Mateo Flores, com capacidade para 30.000 pessoas, ou no Estádio El Trébol, com capacidade para 10.000 pessoas. O atual presidente do clube é Gerardo Villa, que exerce a função desde 2000.

## Rivalidade
O Municipal protagoniza com o Comunicaciones o principal clássico futebolístico da Guatemala, o "Clássico Chapín".

## Uniforme
- Uniforme titular: Camisa vermelha com detalhes azuis, calção azul-escuro e meias vermelhas;
- Uniforme reserva: Camisa azul-celeste, calção azul-celeste e meias azul-celeste;
- Terceiro uniforme: Camisa preta com listras vermelhas, calção preto e meias pretas.

## Títulos

### Internacionais
- Liga dos Campeões da CONCACAF: 1 vez (1974).
- Vice-Campeonato da Copa Interamericana: 1 vez (1974).
- Copa Interclubes da UNCAF: 4 vezes (1974, 1977, 2001 e 2004).

### Nacionais
- Liga Nacional de Guatemala: 30 vezes (1942*, 1947, 1950/51, 1954/55, 1963/64, 1965/66, 1970, 1973, 1974, 1976, 1987, 1988, 1989/90, 1991/92, 1993/94, 2000 (Apertura), 2000 (Clausura), 2001, 2002 (Clausura), 2003 (Apertura), 2004 (Apertura), 2005 (Clausura), 2005 (Apertura), 2006 (Apertura), 2008 (Clausura), 2009 (Apertura), 2010 (Clausura), 2011 (Apertura) e 2017 (Clausura).
- Copa da Guatemala: 8 vezes (1960, 1967, 1969, 1994, 1995, 1998, 2003 e 2004).
- *Em 1942 foi realizada a primeira edição da Liga Nacional de Guatemala.